# ليليان غارسيا
ليليان انيت غارسيا (بالإنجليزية:Lilian Annette García) ولدت في 19 أغسطس 1973 والمعروفة أكثر باسم ليليان غارسيا فقط، هوي المغنية الأمريكية ومذيعة في حلبة المصارعة. وهي تعمل الآن لدى اتحاد المصارعة العالمية للترفيه (WWE)، كما تؤدي دور مذيعة في عرض الراو.
ولدت ليليان في مدريد، وقد أمضت أولى ثماني سنوات من عمرها في إسبانيا وهي أمريكية الأصل إلا أن والدها كان يعمل في السفارة الأمريكية في ذلك الوقت في مدريد.

## روابط خارجية
- ليليان غارسيا على موقع IMDb (الإنجليزية)
- ليليان غارسيا على موقع ميوزك برينز (الإنجليزية)
- ليليان غارسيا على موقع أول ميوزيك (الإنجليزية)
- ليليان غارسيا على موقع ديسكوغز (الإنجليزية)
- ليليان غارسيا على موقع قاعدة بيانات الفيلم (الإنجليزية)
- ليليان غارسيا على موقع دبليو دبليو إي (الإنجليزية)
- ليليان غارسيا على موقع WrestlingData.com (الإنجليزية)
- ليليان غارسيا على موقع CageMatch worker (الإنجليزية)
- ليليان غارسيا على موقع قاعدة بيانات المصارعة على الإنترنت (الإنجليزية)
- ليليان غارسيا على موقع عالم المصارعة على الإنترنت (الإنجليزية)
- ليليان غارسيا على موقع عالم المصارعة على الإنترنت (الإنجليزية)